# Rhododendron davidii
Rhododendron davidii är en ljungväxtart som beskrevs av Adrien René Franchet. Rhododendron davidii ingår i släktet rododendron, och familjen ljungväxter. Inga underarter finns listade i Catalogue of Life.